# Amphicoma carinata
Amphicoma carinata là một loài bọ cánh cứng trong họ Glaphyridae. Loài này được Endrodi miêu tả khoa học năm 1952.